# Batalla de Parramatta
La Batalla de Parramatta tuvo lugar en un momento crucial de las Guerras de Frontera de Australia, un período caracterizado por los conflictos entre los pueblos indígenas y los colonos británicos que se expandían por el continente. Este conflicto reflejaba las tensiones profundas y persistentes entre dos formas de vida y cosmovisiones radicalmente diferentes.

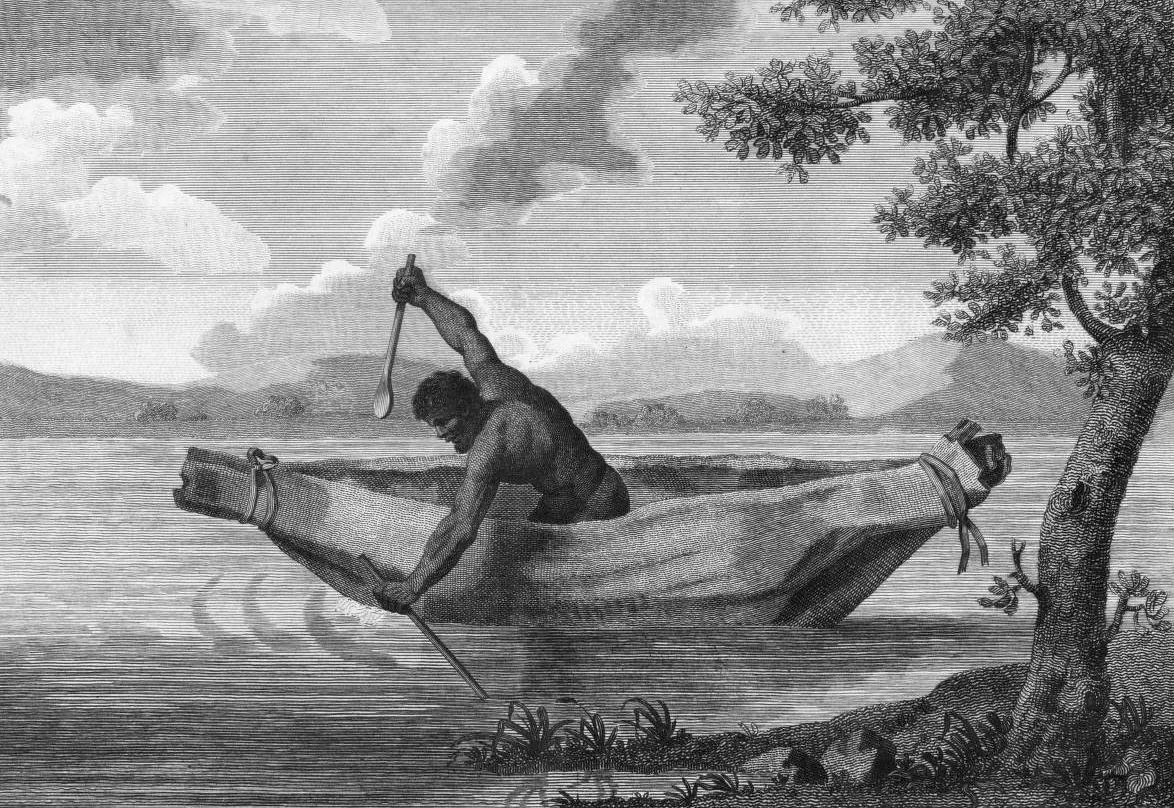
Pemulwuy en su barca.

## Desarrollo del Conflicto
En la década de 1790, la región alrededor de lo que ahora es conocido como Oatlands y Carlingford, ubicado al noreste de Parramatta, fue abierta a los colonos británicos mediante concesiones de tierras. Este movimiento desplazó a los pueblos aborígenes locales, lo que generó resentimiento y resistencia. Pemulwuy, un líder aborigen carismático y valiente, emergió como una figura central en la lucha contra la invasión británica. A medida que los colonos comenzaron a expandirse hacia el territorio aborigen, Pemulwuy y sus seguidores intensificaron sus incursiones en las Granjas del Norte, saqueando alimentos y suministros.

## La Batalla
El enfrentamiento decisivo ocurrió en las afueras de Parramatta, donde los colonos, organizados y armados, persiguieron a los aborígenes luego de una serie de incursiones en marzo de 1797. Aunque superados en número, los aborígenes resistieron con valentía. Durante el conflicto, Pemulwuy fue gravemente herido, pero su determinación inspiró a sus seguidores a continuar luchando.

## Consecuencias
A pesar de las pérdidas sufridas por los aborígenes en la Batalla de Parramatta, el liderazgo de Pemulwuy se fortaleció. Su habilidad para eludir la captura y su recuperación milagrosa de las heridas aumentaron su estatus legendario entre su gente. Aunque su muerte en 1802 marcó el final de una era en la resistencia aborigen, su legado continuó inspirando a generaciones futuras de líderes aborígenes en su lucha por la justicia y el reconocimiento de los derechos indígenas en Australia.